# Кёрбер, Эдуард Филипп
Эдуа́рд Фили́пп Кёрбер (Ке́рбер) (нем. Eduard Philipp Körber; 28 (17) июня 1770, Тори, Пярнумаа — 24 (12) февраля 1850, Дерпт, Тартумаа) — российский (лифляндский) богослов. Пастор эстонской евангелическо-лютеранской церкви, историк, археолог, минералог.
Представитель немецко-балтийского духовно-аристократического рода Körber.

## Биография
Старший сын в многодетной семье лифляндского пастора Пауля Иоганна Кёрбера (нем. Paul Johann Körber); (20.10.1735, Тарвасту — 14.11.1795, Вынну) и его жены Анны Вильгельмины ур. Вик (нем. Anna WiIhelmine Vick) (13.05.1752, Муху — 26.08.1800, Дерпт). отец Пауля Иоганн служил настоятелем местного евангелическо-лютеранского прихода. С раннего возраста Эдуард Филипп рос в труде, во всём помогая родителям. Его первыми учителями стали родители. Они дали сыну великолепное начальное образование, после чего отец отвёз его в Дерпт, где определил в школу для детей из «благородных» семей. Школа была дорогой, но этим её преимущества и ограничивались. В результате, очень скоро Кёрбер оказался в церковной школе при Домском соборе в Ревеле. В старом ганзейском городе у мальчика впервые появилась возможность прикоснуться к древности. Средневековые готические соборы, рыцарские доспехи, гербы, каменные надгробья на старом кладбище — всё привлекало его внимание.
К сожалению, в Ревеле тоже что-то не сложилось. Отец уже замыслил перевести Кёрбера для продолжения учёбы в Ригу, но в последний момент передумал и по протекции генерал-губернатора графа Георга фон Броуна определил сына в закрытое учебное заведение в Аудерне близь Пярну. Ректором школы был талантливый педагог Червинский. Именно эту школу 2 октября 1789 года Эдуард Филипп и закончил, получив престижную стипендию «Allgemeine Fursorge», которая позволяла продолжить образование теперь уже в Кёнигсбергском университете.
Здесь ему посчастливилось слушать лекции прославленного Иммануила Канта. Это был закат творчества родоначальника немецкой классической философии, когда все главные его идеи были уже сформулированы. Кёрбер познакомился с ними в завершённом варианте. Неизвестно, как складывались отношения между гениальным философом и скромным студентом, но совершенно очевидно, что идеи Канта не могли не оказать влияния на формирование личности будущего богослова. После Кёнигсберга был ещё пятый год студенческой жизни. Его Кёрбер посвятил уже естественным наукам, которые постигал в Йенском университете.
Наконец, 17 августа 1793 года Кёрбер вернулся в Лифляндию. Он был назначен викарием в приход пастора Девида Ленца в Дерпте, где вскоре (с конца 1794 года) вошёл в городской совет по сельскому хозяйству и экономике. В те же годы он стал увлекаться наукой. В частности, именно в эти годы Кёрбер стал членом энтомологического общества Эрфурта. К тому времени его отец Пауль Иоганн Кёрбер после несчастья, случившегося в Тори (во время пожара в церкви, огонь распространился на дом пастора и унёс жизни шестерых его детей) теперь возглавлял приход в Вынну в двадцати пяти верстах от Дерпта.

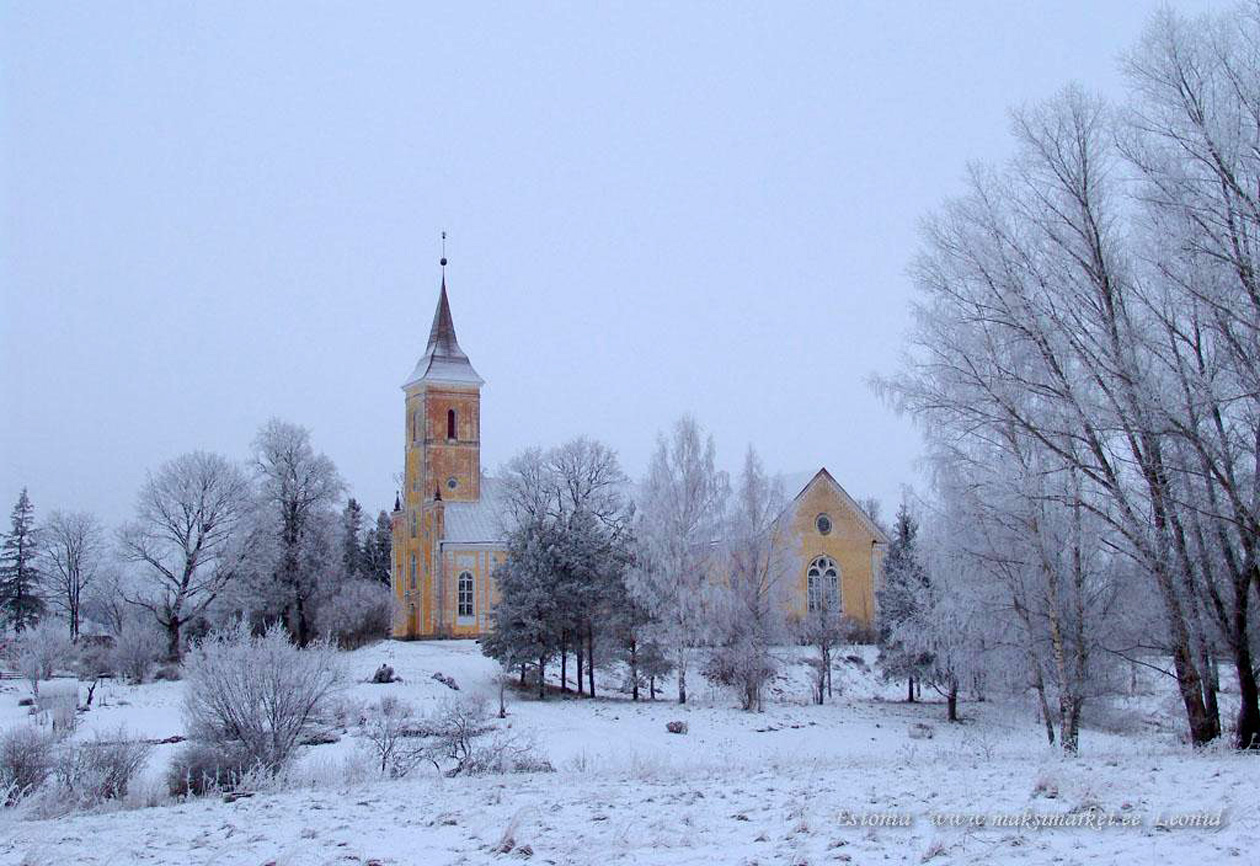
Церковь Св. Иакова в Вынну, где на протяжении 50 лет служил пастор Э. Ф. Кёрбер

После смерти отца в 1795 году Эдуард Филипп был переведён в его церковь Св. Иакова, а меньше чем через год, 22 августа 1796 года рукоположён своим бывшим наставником Девидом Ленцем в пасторский сан. В этот день Кёрбер занял место своего усопшего отца и оставался на нём почти 50 лет. Ещё не раз он получал весьма лестные предложения, но никогда не мог даже и мысли допустить, что оставит своих прихожан. Вынну стало первым и последним местом его богослужения, но молва о сельском проповеднике очень быстро распространилась по всей Ливонии.
Имя пастора Кёрбера из Вынну и сегодня, спустя 200 лет, не забыто в Эстонии. С первых дней своей деятельности обладавший поистине энциклопедическими знаниями молодой богослов не ограничился лишь одними кафедральными проповедями. Он всерьёз занялся наукой и просветительством. Круг его интересов оказался весьма разнообразен. Его увлекали история и археология, этнография и минералогия. Оставаясь самобытным везде и во всём, он сумел сказать своё слово исследователя. Всю свою долгую жизнь Эдуард Филипп разъезжал по Прибалтике, изучая исторические памятники. Его работы были завершены лишь в рукописях, содержавших зарисовки городов Ливонии, замков и церквей, большинство из которых сопровождали исторические тексты и тщательно выполненные чертежи и планы.
Знаток эпохи рыцарства, Эдуард Филипп оказался признанным специалистом и в вопросах истории язычества на территории прибалтийских государств. Сегодня, когда после двух опустошительных войн двадцатого столетия многие памятники истории оказались окончательно стёрты с лица земли, труды Эдуарда Филиппа стали особенно востребованы. В современных археологических исследованиях цитируемость работ Эдуарда Филиппа постоянно растёт. Более того, в новой Эстонии появились работы по изучению наследия Эдуарда Филиппа Кёрбера.

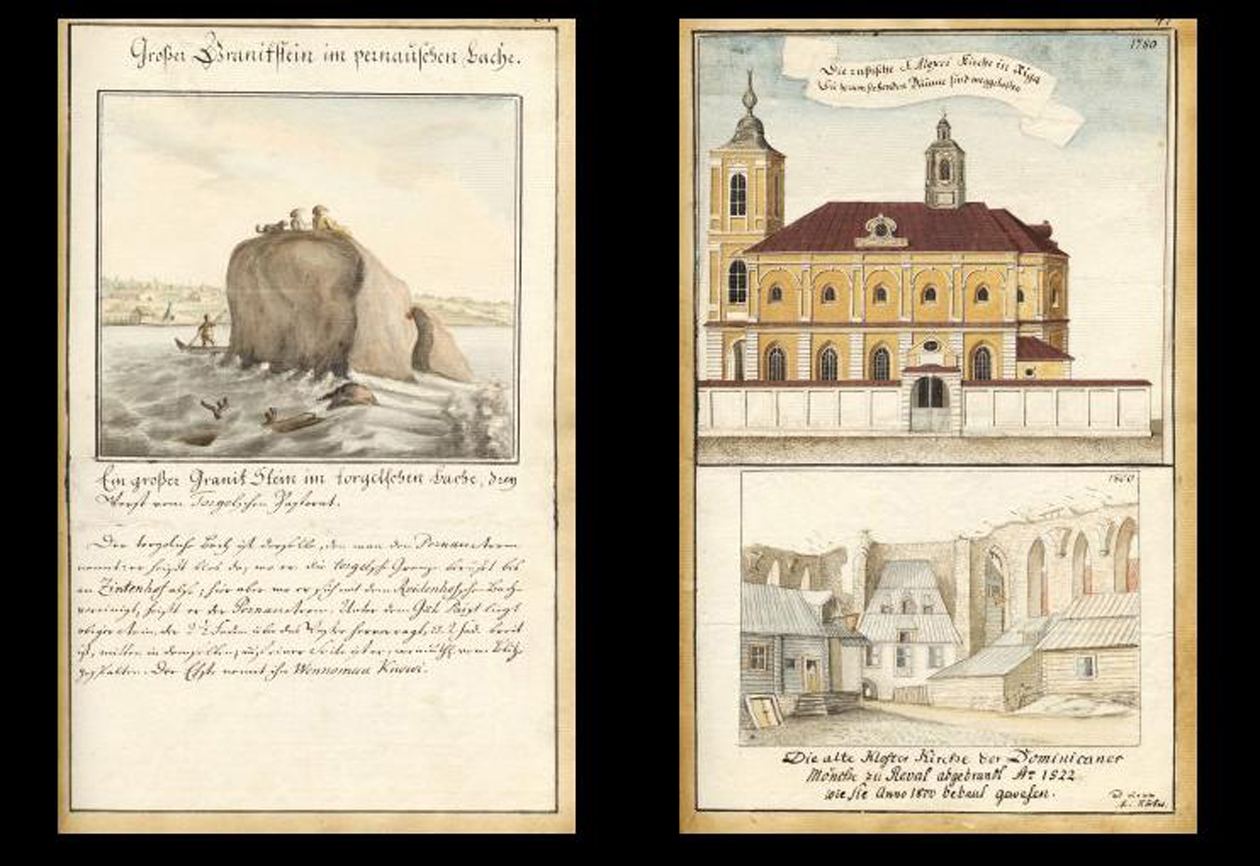
Рисунки пастора Э. Ф. Кёрбера из альбома К. Броца

Уникальная коллекция рисунков Иоганна Кристофера Броце (Brotze), хранящаяся в Латвийской Академической библиотеке — а это 3246 страниц, заключённых в 10 томах, — на четверть состоит из рисунков и описаний, выполненных сельским пастором Кёрбером из Вынну. Многие его находки, сделанные на раскопах, хранятся в музеях Риги и Таллина. Музей же Эстонского научного общества в Дерпте, одним из основателей которого был Эдуард Филипп, фактически начался с его уникальной коллекции монет. Монеты собирались Кёрбером по всей Ливонии, но прежде всего на раскопках в окрестностях Дерпта.
Эта коллекция сопровождалась подробным описанием каждой находки. В 2006 году историком Иваром Леймусом (Ivar Leimus) была опубликована монография «Монеты отчеканенные в городе Таллине, описанные и проиллюстрированные Эд. Фил. Кёрбером». Свою книгу Ивар Леймус написал на основании материалов, собранных Эдуардом Филиппом до 1826 года.
Одним из направлений деятельности Эдуарда Филиппа была минералогия. В 1803 году он, рядовой священник, стал почётным членом Веймарского минералогического общества, а в 1807 году — членом Московского общества естествоиспытателей. Затем были ещё научные общества Аренсбурга (1817) и Дерпта (1838).
Огромное внимание уделял пастор Кёрбер образованию местного населения. Одним из первых он стал обучать крестьянских детей Вынну эстонской грамоте. Главную свою задачу Кёрбер видел в просветительстве и привитии народу любви к своему краю. На эстонском, а не на немецком языке пастор написал свой главный (как он сам считал) труд: «Вынну. История прихода». Многогранность талантов Кёрбера иллюстрируется, в том числе, «Малым эстонским гимном», написанного им в 1827 году для органа.
В современной Эстонии Кёрбера называют не иначе, как «великим человеком эпохи Просвещения». Память об Эдуарде Кёрбере хранит и парк площадью в 2 гектара, разбитый им 200 лет назад и являющийся сегодня одной из главных достопримечательностей Вынну. Мягкий и тактичный человек, Кёрбер чутко откликался на проблемы каждого прихожанина, не делая разницы между крестьянином и его бароном. Он свёл до минимума церковную подать, активно выступал за отмену крепостного права. В том числе благодаря и его усилиям дворянство в Прибалтике раньше, чем в других губерниях, осознало всю порочность и экономическую бесперспективность крепостничества. Результатом этого стал указ Александра I, подписанный им в 1819 году, об отмене крепостного права в Лифляндии. Это случилось на 42 года раньше, чем во всей России. Роль Кёрбера здесь была заметной. Возможно, именно поэтому, несмотря на то, что парк Кёрбера был посажен одиннадцатью годами раньше, укрепилось мнение, что пастор посадил его именно в честь отмены крепостного права в Лифляндии.
Немало усилий приложил Кёрбер, чтобы сделать свою церковь краше. Не всё ему удалось успеть сделать самому, но, в конце концов, церковь Святого Иакова стала самой большой и пожалуй одной из самых красивых деревенских церквей Эстонии. Современные формы по эскизам Кёрбера она приобрела уже после его смерти — в 1871 году.
Рано овдовев, в 1842 году Кёрбер с двумя дочерьми перебрался в Дерпт. Но это совсем не означало, что он оставил свою пасторскую службу. Свой приход он передал среднему сыну — пастору Людвигу Кёрберу, но продолжал совершать службы в церкви Святого Иакова. Один-два раза в неделю, но обязательно по четвергам, старый пастор совершал нелёгкий для его возраста путь в Вынну. Усталый после долгой дороги, он неспешно поднимался на кафедру, где мгновенно преображался и с присущей ему артистичностью обращался к пастве с очередной проповедью, причём, ни в одной из них он ни разу не повторился.
Между поездками в Вынну он работал, спешил завершить всё, что когда-то начал. В эти годы Кёрбер систематизировал свои коллекции, дал описания большинству найденных им на раскопах предметов и многочисленных зарисовок. Тогда же были написаны многие его манускрипты. Он продолжал работать в архивах, для чего регулярно наведывался в Ригу и Ревель. Библиотека и архив Дерптского университета стали для Эдуарда Филиппа родным домом. И всё, что делал старый пастор, так или иначе, находило своё отражение в его проповедях.
3 августа 1846 года, в преддверии пятидесятой годовщины своего пасторского служения Эдуард Филипп выступил перед паствой со своей итоговой проповедью. Не только все жители Вынну, но и население многих окрестных деревень, лютеране и православные пришли тогда в храм, чтобы последний раз услышать старого проповедника. В этот день в Вынну собрались и главы большинства евангелическо-лютеранских приходов Ливонии. Люди с огромной теплотой и благодарностью чествовали своего пастора, который открыл им собственную историю.
Эдуард Филипп прожил в Дерпте ещё три с половиной года. Пастор был по-настоящему счастлив. Он завершил всё, что планировал, и был готов ко встрече с Тем, кому служил всю свою жизнь. По преданию, эти последние годы своей жизни он ежедневно причащался, облачаясь в чистое пасторское одеяние. Эдуард Филипп не проснулся 12 февраля 1850 года. Этим утром дочери нашли его с умиротворённой улыбкой на лице.
Через два дня Кёрбер в последний раз проделал путь в 25 вёрст из Дерпта в Вынну, с тем, чтобы уже остаться там навсегда. Согласно завещанию, тело пастора было предано земле рядом с могилой его жены на старинном кладбище родного прихода.

## Семья
жена: Кристина Гертруда Элизабет ур. Миквиц (26.12.1780 Коеру — 23.12.1833 Вынну) — дочь пастора Кристофера Фридриха Миквиц (младшего) (25.12.1743 Ревель—06.01.1801 Коеру).
- сын: Карл Эдуард Антон Кёрбер (23.05.1802 Вынну — 22.04.1883 Дерпт) — пастор эстонской евангелическо-лютеранской церкви;
- сын: Людвиг Август Иммануил Кёрбер (15.11.1808 Вынну — 16.11.1892 Дерпт) — пастор эстонской евангелическо-лютеранской церкви;
  - внук: Бернгард Августович Кербер (нем. Bernhard Eduard Otto v. Körber); (20.05.1837, Вынну — 18.05.1915, Юрьев) — доктор медицины, профессор Дерптского университета;
    - правнук: Людвига Бернгардовича Кербера (19.04.1863 — 09.04.1919) — вице-адмирал;
- сын: Мартин Георг Эмиль Кёрбер (7.07.1817 Вынну — 7.04.1893 Курессааре) — пастор эстонской евангелическо-лютеранской церкви;
- сын: Отто Юлиуса Бенжамина Кёрбер (22.08.1819 Вынну — 21.04.1862 Курессааре) — учитель в Аренсбурге;
- дочь: Генриетта Доротея Кёрбер (3.03.1811 Вынну — 23.10.1892 Юрьев).

## Основные труды
- Manuscript «Vaterlandische Merkwurdigkeiten» // Bd. 1 1802, Dorpat;
- Topographie und Geschichte der vornehmsten alten Schlosser und Kloster in den Ostseeprovinzen;
- Beschreibung u. Abbildung alter vaterlandischen Alterthumer d. Kunst;
- Materialien zur Topographie und Geschichte der Landstadte in den Ostseeprovinzen.

Большинство рукописей Э. Ф. Кёрбера хранятся в Тартуском университете.